# Яковлев, Андрей Валентинович
Андрей Валентинович Яковлев (укр. Андрій Валентинович Яковлєв; 20 февраля 1989, Харьков) — украинский футболист, полузащитник

## Карьера
Воспитанник академии донецкого «Шахтёра». Карьеру начал в фарм-клубе «Шахтёра». Во второй и первой лигах чемпионата Украины провёл в сумме 27 матчей. Также выступал за футбольные клубы Латвии и Узбекистана.
В марте 2012 года присоединился к словацому «Татрану», который в то время возглавлял украинский тренер Сергей Ковалец. Яковлев покинул словацкий клуб по окончании сезона 2012/13, по результатам которого «Татран» вылетел во второй дивизион.
В 2014 году подписал контракт с дебютантом высшей лиги чемпионата Белоруссии ФК «Слуцк». Удачная игра украинца за случчан привлекла внимание селекционеров чемпионов Белоруссии, и 7 августа 2014 года Яковлев перешёл в клуб БАТЭ из Борисова. 26 августа 2014 года в матче против братиславского «Слована» Яковлев дебютировал в Лиге чемпионов УЕФА, проведя в общей сложности четыре встречи в самом престижном клубном турнире Европы. По истечении срока действия контракта с «жёлто-синими» украинский полузащитник покинул расположение БАТЭ. Всего за 4 месяца, проведённых в борисовском клубе, на счету Яковлева 11 сыгранных матчей во всех официальных турнирах и два гола в чемпионате Белоруссии.
В январе 2015 года подписал контракт с клубом второго дивизиона чемпионата России «Сокол» (Саратов). Летом 2015 года находился на просмотре в черниговской «Десне», но до подписания контракта дело не дошло. В августе перешёл в молдавский клуб «Заря» (Бельцы).
В июне 2016 подписал полугодовой контракт с казахстанским «Таразом», возглавляемый тогда украинским тренером Юрием Максимовым. В декабре 2016 года, после того как «Тараз» выбыл в первую лигу по результатам чемпионата, Яковлев, как и большинство легионеров, покинул команду.
30 июля 2017 стал игроком клуба «Ники Волос», выступавшего в группе 4 третьего дивизиона чемпионата Греции.
11 января 2018 года подписал контракт с клубом украинской первой лиги «Волынь» (Луцк), став одним из 20 новичков клуба, призванных спасти команду от вылета во вторую лигу. В конце того же года Яковлев покинул луцкий клуб.
В начале 2019 года проходил просмотр в таджикистанском клубе «Истиклол».
22 января 2019 года стал игроком армянского «Арарата». По результатам сезона 2018/19 «Арарат» занял последнее, девятое место в чемпионате Армении, после чего Яковлев покинул клуб.
В августе 2019 года стал футболистом «Паланги», аутсайдера чемпионата Литвы.

## Стиль игры
Агрессивный, напористый и техничный хавбек Андрей Яковлев стал, безусловно, потерей для слуцкой команды. Его остроты и нестандартных ходов явно не хватало дебютанту элитного белорусского дивизиона.— «Sport.ua»

## Достижения
«Насаф»
- Бронзовый призёр чемпионата Узбекистана: 2010

БАТЭ
- Чемпион Беларуси: 2014

«Заря»
- Обладатель Кубка Молдавии: 2016